# 268 Adoreja
268 Adoreja (mednarodno ime 268 Adorea) je asteroid v glavnem asteroidnem pasu. Kaže značilnosti dveh tipov asteroidov (F in C ).
Pripada družini asteroidov Temida.

## Odkritje
Asteroid je odkril francoski astronom Alphonse Louis Nicolas Borrelly 8. junija 1887 v Marseillu. 

## Lastnosti
Asteroid Adoreja obkroži Sonce v 5,45 letih. Njegova tirnica ima izsrednost 0,132, nagnjena pa je za 2,437° proti ekliptiki. Njegov premer je 139,89 km km, okoli svoje osi se zavrti v 7,8 h .